# Válvula rotativa

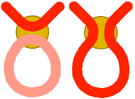
Flujo de aire de una válvula rotativa en dos posiciones.

Una válvula rotativa o rotatoria, también conocida como cilindro, es, en los instrumentos musicales de viento metal, un dispositivo que hace la función del pistón, pero con distinto mecanismo.

## Función de los cilindros

Válvula rotativa para una trompa.

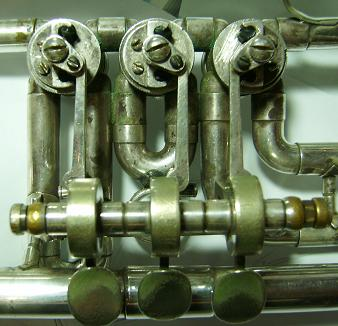
Cilindros de un fliscorno.

Su función es la misma que la de los pistones, pero ocupando menos espacio. Además no se atascan de la misma manera que los pistones, lo que facilita su utilización. Ejemplos de válvulas rotatorias son las que encontramos en las trompas, o en algunas tubas o fliscornos, aunque suele ser un sistema poco común en otros instrumentos, como las trompetas o los bombardinos (que suelen poseer pistones).